# New Pop Festival

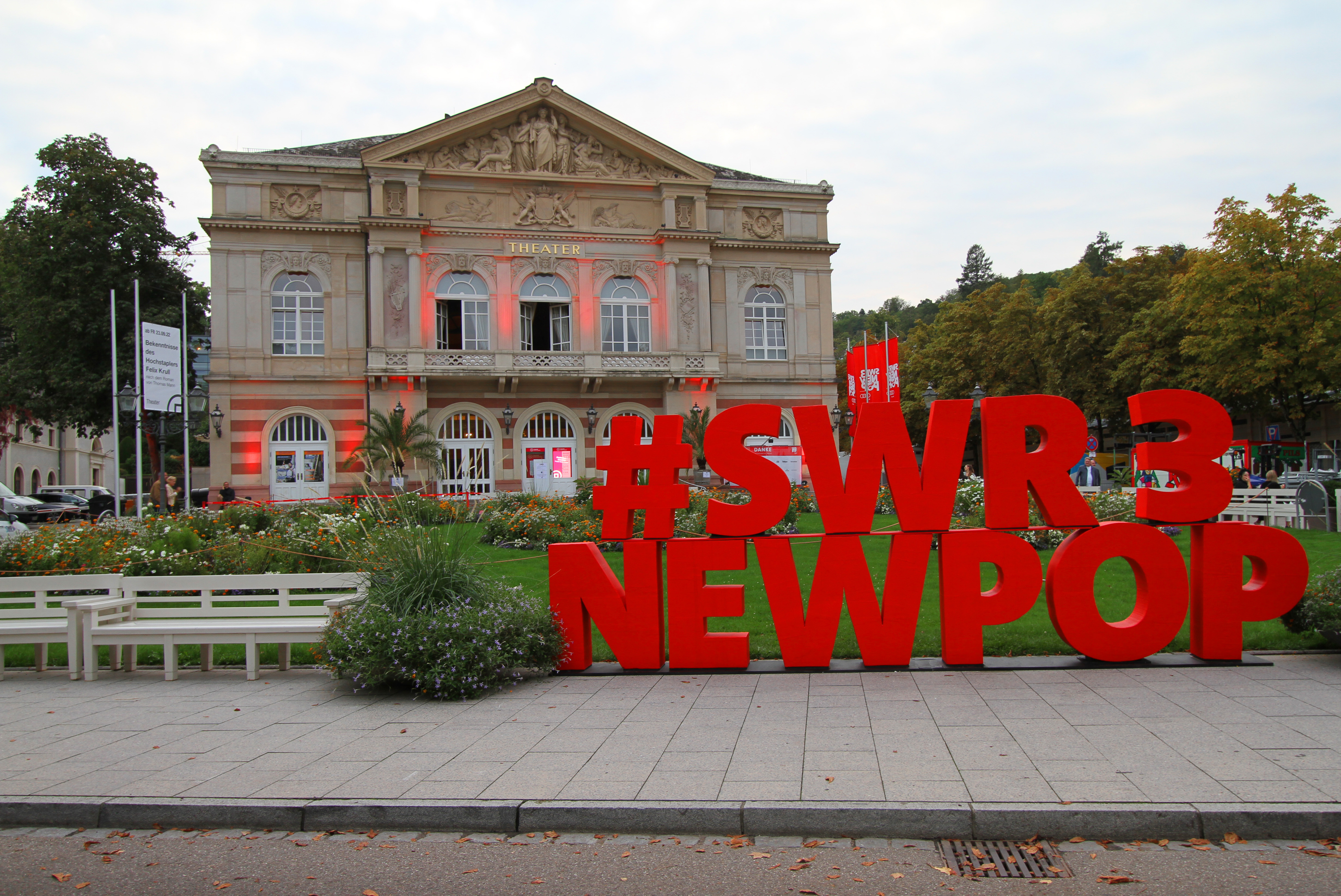
Festivallogoskulptur vor dem Theater Baden-Baden

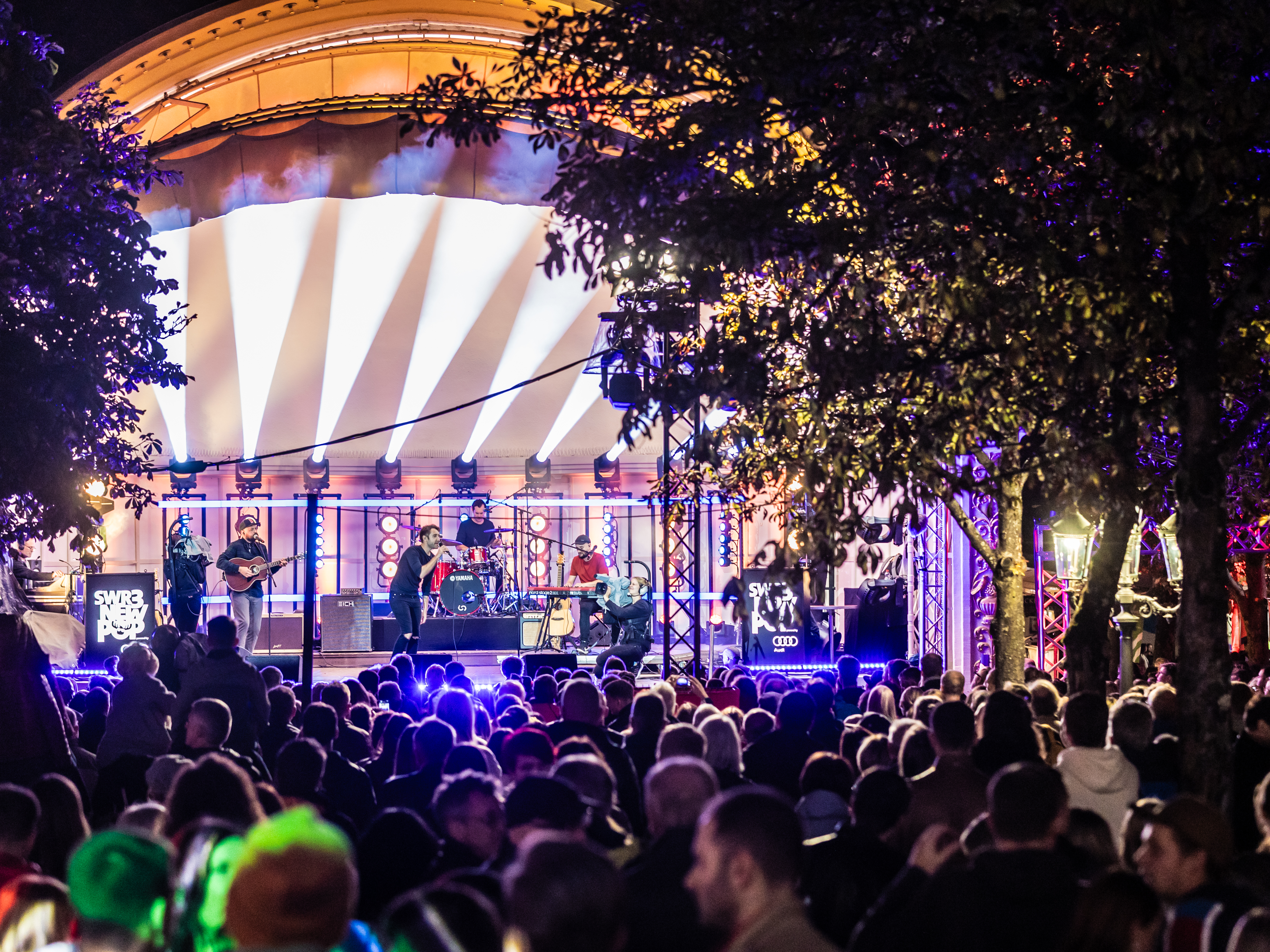
Konzert in der Kurmuschel: Banners, 2022

Das SWR3 New Pop Festival findet seit 1998 alljährlich an einem Wochenende im September in Baden-Baden statt. In den Jahren 1994 bis 1997 veranstaltete der Vorgängersender SWF3 dieses Festival.
Der Radiosender stellt mit Hilfe dieses Festivals neue Musiker und Bands (Newcomer) aus dem In- und Ausland einem breiten Publikum vor. Daneben treten aber auch in dem sogenannten SWR3 New Pop Special zahlreiche bereits bekannte Künstler und Bands auf.
Bemerkenswert dabei sind die teils außergewöhnlichen Spielorte. Die Konzerte fanden zunächst im Theater Baden-Baden, dem SWR-TV-Studio 5, im Alten Bahnhof Baden-Baden sowie in einer Montagehalle von Mercedes-Benz in Rastatt statt, wo erst kurz vor Beginn des Konzertes die Bänder angehalten wurden. Seit mehreren Jahren finden die Konzerte im Theater Baden-Baden, Festspielhaus Baden-Baden und Kurhaus Baden-Baden statt. Dazu gibt es eine öffentliche Live-Bühne vor dem Kurhaus, auf der tagsüber die Festival-Künstler Star-Talks und Unplugged-Einlagen geben, am Abend finden halbstündige Zusatz-Unplugged-Konzerte statt.

## Award
Die beliebteste Band des Festivals wurde in der Vergangenheit mit dem von DaimlerChrysler und SWR3 kreierten A-ward ausgezeichnet. Hauptgewinn für die Publikumsjury war ein Pkw (Mercedes-Benz A-Klasse). Zu den A-ward-Preisträgern zählen Anastacia (2000), Soraya und Xavier Naidoo sowie Gruppen wie The Fugees, Bloodhound Gang und Wonderwall. Im Jahr 2006 erhielt Corinne Bailey Rae vor den Scissor Sisters den Publikumspreis.
Seit 2007 vergibt SWR3 den Musikpreis „SWR3 Pioneer of Pop“-Award (2007: Joe Cocker, 2008: Udo Lindenberg, 2009: a-ha, 2011: The Scorpions, 2019: Die Fantastischen Vier, 2022: Ed Sheeran) bzw. auch „SWR3 Pioneer of Rock“ (2013: Die Toten Hosen, 2014: Lenny Kravitz) oder „Newcomer Award“ (2010: Lena, 2012: Loreen).

## Mitwirkende Künstler

### SWF3
- 1994 (3. bis 5. November)
  - Newcomer: Celtas Cortos, Jet Black Joe, Transglobal Underground, AuktYon, Fleshquartet, Chumbawamba, Vic Chesnutt, Reality Brothers, Stiltskin, Angélique Kidjo
- 1995 (12. bis 14. Oktober)
  - Newcomer: Better Than Ezra, Blessid Union of Souls, Bobo in White Wooden Houses, Collective Soul, Drugstore, Ezio, Keziah Jones, Mercury Rev, Alanis Morissette, Supergroove
- 1996 (19. bis 21. September)
  - Newcomer: The Bluetones, Deep Blue Something, Dreadzone, Dubstar, The Fugees, Faithless, Kula Shaker, Moloko, Olive, Patti Rothberg
- 1997 (18. bis 20. September)
  - Newcomer: Fountains of Wayne, Soraya, Meredith Brooks, Paula Cole, Savage Garden, Smoke City, Vivid, Ragga & the Jack Magic Orchestra, Apollo 440, Freundeskreis

### SWR3
- 1998 (22. bis 24. Oktober)
  - Newcomer: Marcy Playground, Eagle-Eye Cherry, Bran Van 3000, Gry, Morcheeba, Bic Runga, The Getaway People, Jay-Jay Johanson, Xavier Naidoo, Imani Coppola

- 1999 (23. bis 25. September)

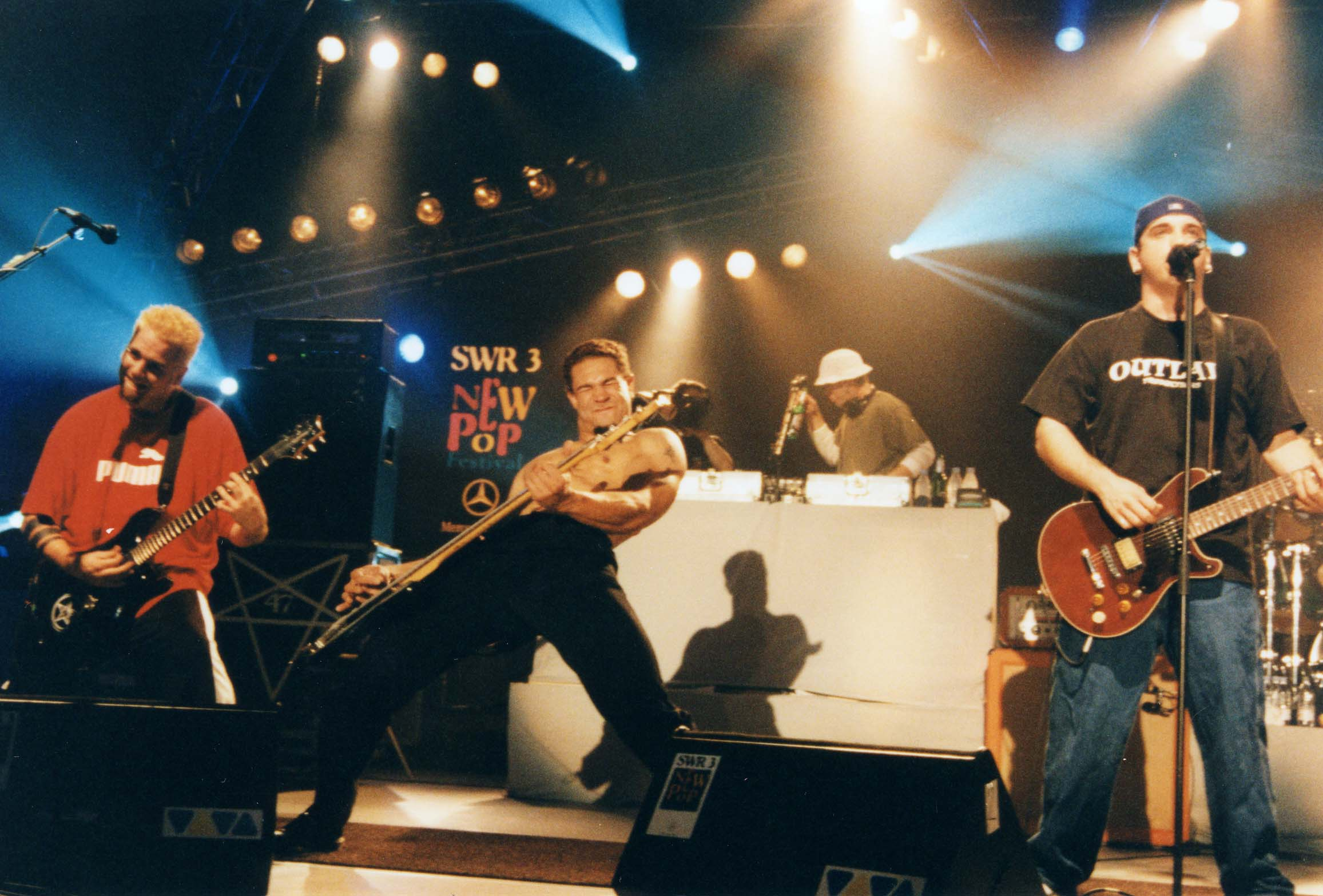
Die Bloodhound Gang auf dem SWR3 New Pop Festival 1999

  - Newcomer: Citizen King, Bloodhound Gang, Manau, Zentrifugal, Mr. Gentleman, Nightmares on Wax, Travis, Control Machete, Speech, Macy Gray
- 2000 (21. bis 23. September)
  - Newcomer: Anastacia, Laith Al-Deen, HIM, Emilíana Torrini, Andreas Johnson, Lara Fabian, Angie Stone, Marque, Toploader, Reamonn
- 2001 (20. bis 22. September)
  - Wegen der Terroranschläge am 11. September 2001 abgesagt, da viele Künstler aus den USA nicht anreisen wollten.
  - Geplant waren Auftritte von Nikka Costa, Wheatus, Sugar Ray, Uncle Kracker, Mir, Syleena Johnson, Josh Joplin Group, Glashaus und Samir.
- 2002 (19. bis 21. September)
  - Newcomer: Remy Shand, Tiziano Ferro, Kosheen, Haven, Wonderwall, Ayak, Joy Denalane, David Usher, Watershed
  - Specialguests: Reamonn, Mousse T., Natural, Sophie Ellis-Bextor, Blue
- 2003 (18. bis 20. September)
  - Newcomer: Frank Popp Ensemble, Patrice, Itchycoo, Cosmo Klein, Malia, Daniel Bedingfield, John Mayer, Siobhán Donaghy und Skin
  - Specialguests: Pet Shop Boys, Ricky Martin, Jeanette Biedermann, Sonique, Reamonn
  - Plakat: James Rizzi
- 2004 (16. bis 18. September)
  - Newcomer: Maroon 5, Katie Melua, Joss Stone, Delirious?, Jamelia, Amy Winehouse, Phoenix, Gus Black, Groove Guerrilla
  - Specialguests: Silbermond, Yvonne Catterfeld, Dante Thomas, Jam & Spoon feat. Rea.
  - Udo Lindenberg wurde mit dem „Pioneers of Pop“-Award ausgezeichnet.
  - Plakat: Charles Kaufman
- 2005 (22. bis 24. September)
  - Newcomer: Daniel Powter, Juanes, Amadou & Mariam, Lucie Silvas, Akon, Athlete, KT Tunstall, Kettcar, Caesars
  - Specialguests: Texas, Marius Müller-Westernhagen, Simple Minds, Katie Melua, Wir sind Helden
  - Marius Müller-Westernhagen wurde mit dem „Pioneer of Pop-Award National“ ausgezeichnet.
  - Plakat: Thitz
- 2006 (21. bis 23. September)
  - Newcomer: The Feeling, Corinne Bailey Rae, Wallis Bird, The Fray, Paolo Nutini, Scissor Sisters, James Morrison, Nerina Pallot und Tina Dico.
  - Specialguests: Sasha, Zucchero, Lily Allen, Marquess, Lionel Richie
  - Lionel Richie wurde mit dem „Pioneers of Pop“-Award ausgezeichnet.
  - Plakat: Moritz Götze
- 2007 (20. bis 22. September)
  - Newcomer: Maria Mena, Ghosts, Feist, Zascha Moktan, Mando Diao, Orishas, John Butler Trio und Ayọ
  - Specialguests: No Angels, David Bisbal, Simon Webbe, 2raumwohnung, Sunrise Avenue
  - Joe Cocker wurde mit dem „Pioneers of Pop“-Award ausgezeichnet.[1]
  - Plakat: Thomas Baumgärtel

- 2008 (18. bis 20. September):

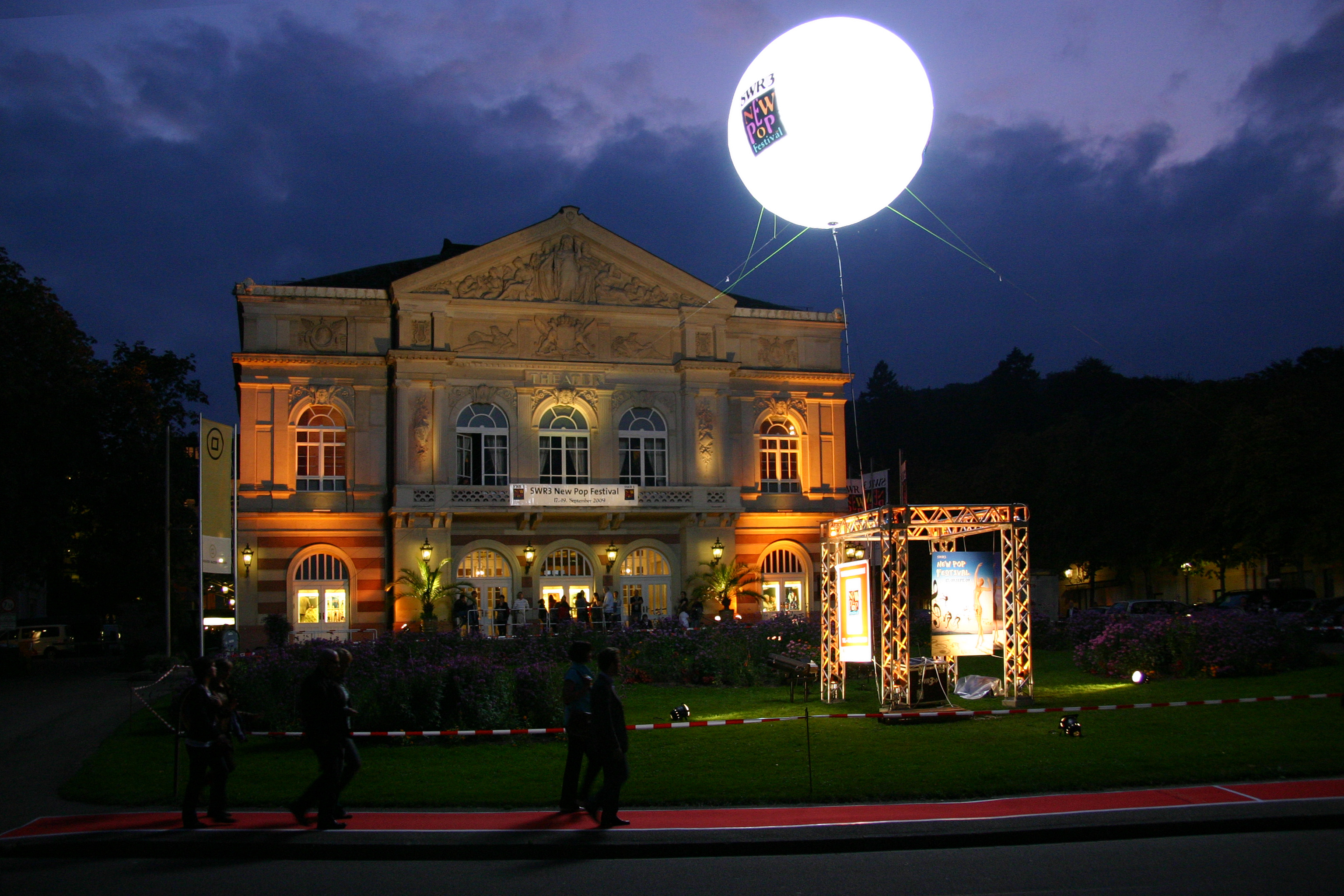
Das Theater Baden-Baden während des SWR3 New Pop Festivals 2009

  - Newcomer: Amy Macdonald, A Fine Frenzy, Stanfour, The Script, Sara Bareilles, OneRepublic, Simple Plan, Duffy und Yael Naim.
  - Specialguests: Udo Lindenberg und das Panikorchester, Ich + Ich, Colbie Caillat, Gabriella Cilmi, OneRepublic und Duffy.
  - Plakat: Udo Lindenberg
- 2009 (17. bis 19. September):
  - Newcomer: Daniel Merriweather, White Lies, Soha, Milow, Noisettes, Lenka, Melanie Fiona, Livingston und The Virgins.
  - Specialguests: Cassandra Steen feat. Adel Tawil, Razorlight, Pixie Lott, a-ha, David Guetta feat. Kelly Rowland und Jan Delay.
  - a-ha wurden als „Pioneer of Pop“ ausgezeichnet.
  - Plakat: Gunter Sachs

- 2010 (23. bis 25. September):

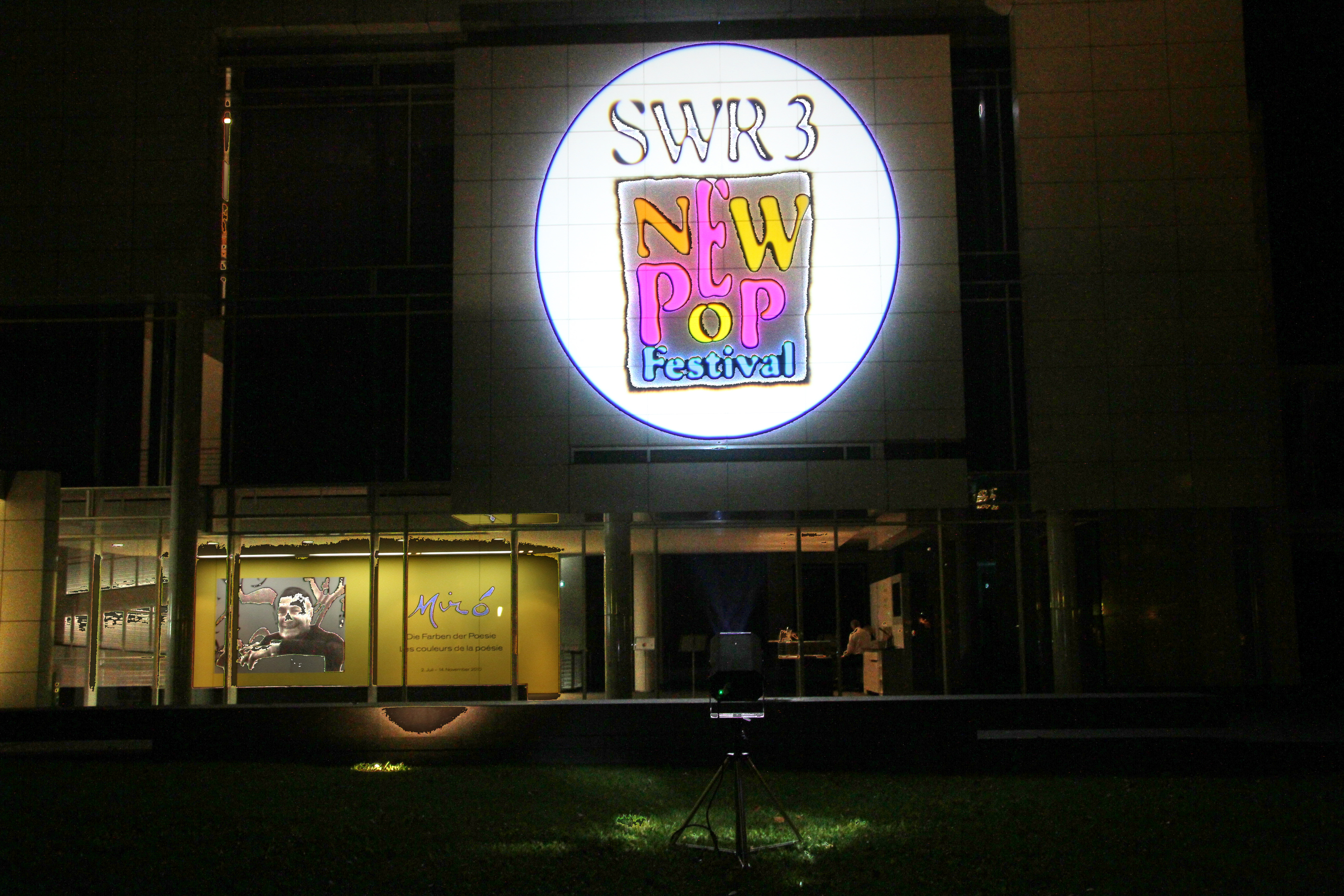
Das Museum Frieder Burda während des SWR3 New Pop Festivals 2010

  - Newcomer: Aura Dione, Marina and the Diamonds, Rox, Hurts, Alex Max Band, Ellie Goulding, Scouting for Girls, Robert Francis, Amanda Jenssen und Plan B.
  - Specialguests: Aura Dione, Brandon Flowers, Lena, Lissie, Madcon und Unheilig.
  - Lena Meyer-Landrut wurde als „Newcomerin des Jahres“ ausgezeichnet.
  - Plakat: Aya Takano
- 2011 (15. bis 17. September):
  - Newcomer: Clare Maguire, Rumer, Brooke Fraser, Zaz, Andreas Bourani, Bruno Mars, I Blame Coco, Tim Bendzko, Jessie J und Caro Emerald.
  - Specialguests: Frida Gold, Jason Derulo, Natalia Kills, Rea Garvey, Melanie C, Gypsy & The Cat, Scorpions
  - Die Scorpions wurden als „Pioneer of Pop“ ausgezeichnet.
  - Plakat: Stefan Strumbel
- 2012 (13. bis 15. September):
  - Newcomer: Ed Sheeran, Olly Murs, Michael Kiwanuka, Kraftklub, Fun., Caligola,[2] Cro, Of Monsters and Men, Mark Forster und Y’akoto.
  - Specialguests: Lana Del Rey, Silbermond, Loreen, Eagle-Eye Cherry, Paul van Dyk, Medina, Marlon Roudette
  - Loreen wurde als „Newcomerin des Jahres“ ausgezeichnet.
  - Plakat: Oliver Rath
- 2013 (12. bis 14. September):
  - Newcomer: Imagine Dragons, Bastille, Jake Bugg, Birdy, Passenger, Tom Odell, Biffy Clyro, Glasperlenspiel, Maxim, Crystal Fighters.
  - Specialguests: Die Toten Hosen, James Blunt, Tim Bendzko, Wax, Alex Hepburn
  - Die Toten Hosen wurden als „Pioneer of Rock“ ausgezeichnet.
  - Plakat: Stefan Marx
- 2014 (11. bis 14. September):
  - Newcomer: Clean Bandit, Nico & Vinz[3], American Authors, Sam Smith[4], Cris Cab, Family of the Year, London Grammar[5], George Ezra, Larsito, Alle Farben.
  - Specialguests: Jan Delay, Mando Diao, Elaiza, Marlon Roudette, Mr. Probz, Milow
  - Lenny Kravitz wird als „Pioneer of Rock“ ausgezeichnet.
  - Plakat: André Saraiva

Zum 20-jährigen Jubiläum fand das New Pop Festival an vier statt drei Tagen statt. An diesem Zusatztag, welcher als „fantastischer vierter Tag“ beworben wurde, gab es ein Jubiläumskonzert der Fantastischen Vier, die in diesem Jahr ihr 25-jähriges Bühnenjubiläum feierten.
- 2015 (10. bis 12. September):
  - Newcomer: Kwabs, James Bay, Mikky Ekko, Ella Henderson, Joris, Kodaline, Katzenjammer, Tove Lo, Kelvin Jones, Years & Years
  - Specialguests: Culcha Candela[6], Silbermond, Hurts, Josef Salvat
  - Herbert Grönemeyer wurde als „Pioneer of Pop“ ausgezeichnet.
- 2016 (15. bis 17. September):
  - Newcomer: Matt Simons, Dua Lipa, Jamie Lawson, Jess Glynne, Julian Perretta, Louane, Adesse, The Strumbellas, Walking on Cars, Sigala.
  - Alessia Cara musste kurzfristig aus gesundheitlichen Gründen absagen, stattdessen trat Julian Perretta auf.
  - Specialguests: Udo Lindenberg, Tim Bendzko, Mark Forster, Olly Murs, Zara Larsson, Imany, Marius Müller-Westernhagen
  - Marius Müller-Westernhagen wurde mit dem „SWR3 Lifetime Award“ für sein musikalisches Lebenswerk geehrt.
- 2017 (14. bis 16. September):
  - Newcomer: Wincent Weiss, Kaleo, Zak Abel, Welshly Arms, Anne-Marie, Rag'n'Bone Man, The xx, Alice Merton, JP Cooper, Lola Marsh.
  - Alma musste kurzfristig aus gesundheitlichen Gründen absagen, stattdessen trat Zak Abel auf.
  - Specialguests: Rag'n'Bone Man, Jan Josef Liefers und seine Band Radio Doria, Max Giesinger, Adel Tawil, George Ezra und Anastacia.
  - Anastacia wurde als „Pioneer of Pop“ ausgezeichnet.
- 2018 (13. bis 15. September):
  - Newcomer: Nico Santos, Tom Walker, Lea, Namika, Mabel, Lauv, Mike Singer, Jeremy Loops, Alma, Deva Mahal, The Night Game.
  - Alma durfte ihren abgesagten Auftritt aus dem Vorjahr nachholen.
  - Specialguests: The BossHoss, Revolverheld, Álvaro Soler, Amy Macdonald und Eagle-Eye Cherry
  - Rea Garvey wurde als „Pioneer of Pop“ ausgezeichnet.

- 2019 (12. bis 14. September):

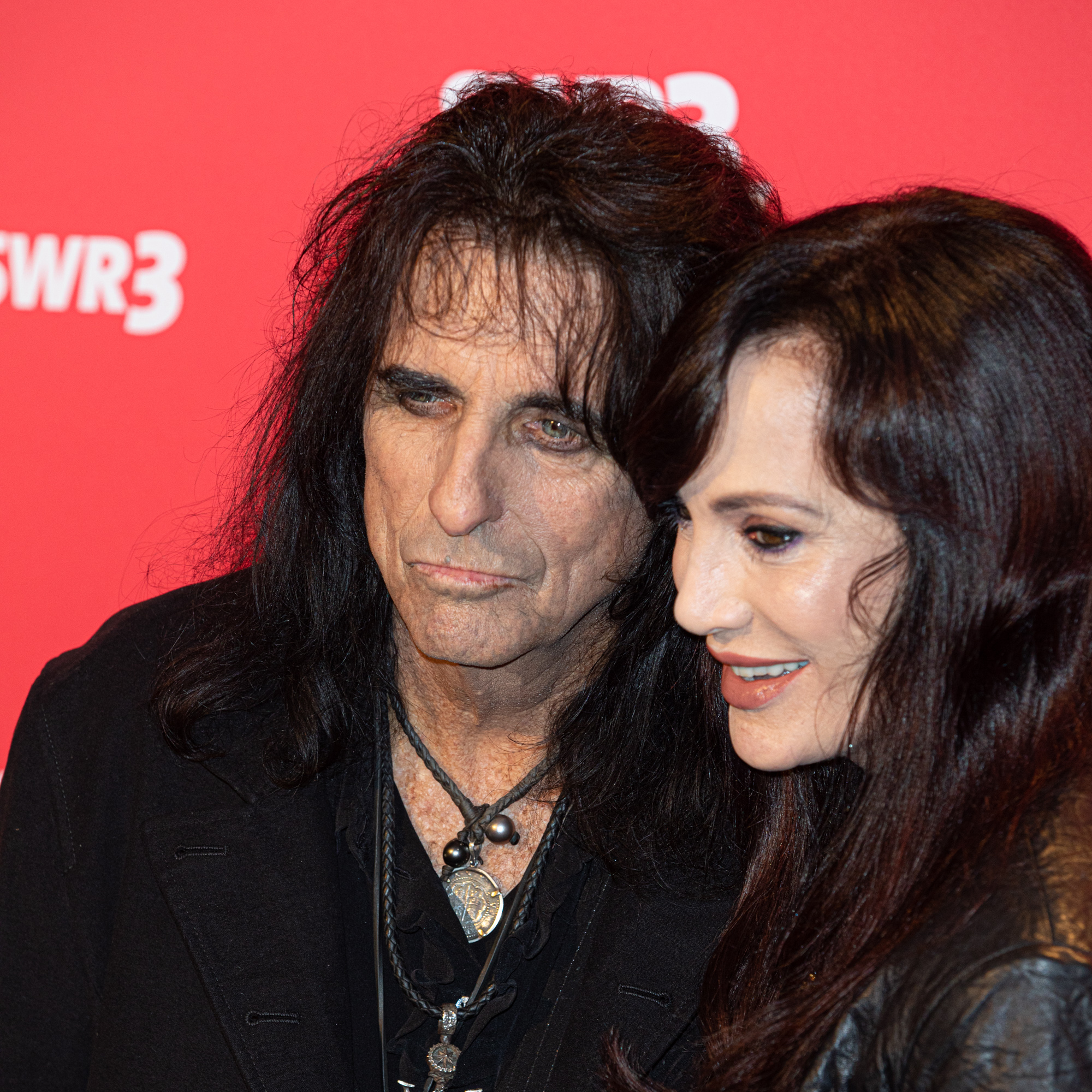
Alice Cooper mit seiner Frau Sheryl Goddard beim SWR3 New Pop Festival 2019

  - Newcomer: Picture This, Declan J Donovan, Dean Lewis, Lewis Capaldi, Justin Jesso, Dennis Lloyd, Christopher, Dermot Kennedy, The Faim, Freya Ridings, Sam Fender.
  - Specialguests: James Blunt, Lena Meyer-Landrut, Die Fantastischen Vier, Mark Forster, Lewis Capaldi, Freya Ridings und Matt Simons
  - Alice Merton musste kurzfristig aus gesundheitlichen Gründen absagen.
  - Die Fantastischen Vier wurden als „Pioneer of Pop“ ausgezeichnet.
  - Alice Cooper wurde mit dem „SWR3 Lifetime Award“ für sein musikalisches Lebenswerk geehrt.
- 2020

Das New Pop Festival 2020 wurde wegen der COVID-19-Pandemie am 29. Mai 2020 abgesagt.
- 2021 (16. bis 19. September)
  - Tom Gregory, Sigrid, Álvaro Soler, Dotan, Celeste, Griff, Giant Rooks, Zoe Wees, Wrabel, Tom Grennan.
  - Aufgrund der COVID-19-Pandemie finden nur Konzerte ohne das übliche Rahmenprogramm statt. Da das Theater Baden-Baden unter Corona-Bedingungen zu klein ist, finden einige Konzerte als Open Air im Kurgarten vor dem Kurhaus statt.
  - Specialguests: Alice Merton, Nathan Evans, Rag'n'Bone Man und Wincent Weiss.
  - Rag'n'Bone Man gibt am Sonntag im Festspielhaus ein Bonuskonzert.
  - Fury in the Slaughterhouse werden als „Pioneer of Pop“ ausgezeichnet.
- 2022 (15. bis 17. September 2022)
  - Leony, Malik Harris, Sam Ryder, ClockClock, Moncrieff, Myle, Bow Anderson, Calum Scott, Ray Dalton, Joy Crookes, Lola Young[7]
  - New Pop VR Live-Bühne: Cat Burns, Banners, Sophie and the Giants, Audi Bläserphilharmonie, Sera, Saint Chaos, Moss Kena
  - Moderation des Das-Erste-Specials: Rea Garvey[8]
  - New Pop – Das Special 2022: Leony, Tom Walker, Namika. Tom Odell, Purple Disco Machine[8]
- 2023 (14. bis 16. September)
  - Dermot Kennedy, Olivia Dean, Kamrad, Cian Ducrot, James Arthur, Only the Poets, Lari Luke & Twocolors, Moss Kena, Raye, Loi, Mimi Webb, Mayberg[9][10][11]
  - Besucher: ca. 50.000[11][12]
- 2024
  - Tom Walker, Ennio, Ásdís, Sophie and the Giants, Benjamin Ingrosso, Sea Girls, Mark Ambor, Dylan, The Last Dinner Party[13]
  - Besucheranzahl: 40.000[13]
- 2025 (18. bis 20. September)[14]
  - Line-Up wird noch bekannt gegeben

## Ausstrahlungen
Festival-Konzerte und -Höhepunkte werden im SWR3-Festivalradio und online auf SWR3.de ausgestrahlt. Bis 2016 übertrug EinsPlus alle Konzerte live im Fernsehen. Ab 2017 ist der ARD Digitalkanal ONE neuer Fernsehpartner des SWR3 New Pop Festivals und zeigt die Konzerte sowie das Special und weitere Sendungen zeitversetzt. Die Konzerte werden nach wie vor im Live-Stream auf swr3.de übertragen. National sind TV-Anstalten wie das SWR Fernsehen, 3sat und Arte mit dabei. Das Erste strahlt das SWR3 New Pop Festival – das Special zeitversetzt aus. Bis 2010 lief diese Sendung im ZDF.
Auf Facebook, Twitter, Youtube & Co finden sich ebenfalls Live-Streams, Videos, Fotos, Blogs, Live-Kommentar-Funktionen und Band-Postings zum Festival.

## Künstler-Plakat
Das offizielle Festival-Plakat wird seit 2003 von Pop-Art-Künstlern gestaltet: 2003 war es James Rizzi, 2004 Charles Kaufman, 2005 Thitz, 2006 Moritz Götze, 2007 Thomas Baumgärtel, 2008 Udo Lindenberg, 2009 Gunter Sachs, 2010 Aya Takano, 2011 Stefan Strumbel, 2012 Oliver Rath, 2013 Stefan Marx und 2014 André Saraiva.